# Fons De Wolf
Alfons (Fons) De Wolf (Willebroek, 22 juni 1956) is een voormalig Belgisch wielrenner. In 1976 nam hij deel aan de wegwedstrijd op de Olympische Spelen, samen met Eddy Schepers, Frank Hoste en Dirk Heirweg. Hij greep hierin net naast de medailles en eindigde als 4e.
Hij was beroepswielrenner van 1979 tot 1990. Zijn beginjaren waren veelbelovend. Omdat Eddy Merckx net gestopt was met koersen, zocht de Vlaamse pers in elke uitstekende nieuweling een mogelijke opvolger. Die verwachtingen kon Fons De Wolf echter nooit waarmaken. Toch boekte deze renner heel wat overwinningen. 
De Wolf werd in de proloog van de Tour de France van 1985 uitgesloten omdat hij buiten tijd aankwam. Hij arriveerde vijf minuten te laat voor zijn start aan de proloog in Plumelec. Hij finishte op 6'23" van winnaar Bernard Hinault en werd wegens tijdsoverschrijding uit de wedstrijd genomen.
Fons De Wolf verklaart zijn plotse terugval aan een ongeluk met een zee-egel, op Guadeloupe in 1981. Sindsdien waren zijn bloedwaarden niet meer op peil, en zou zijn weerstand fors gedaald zijn. 
Na zijn wielercarrière was hij 10 jaar vertegenwoordiger in auto-onderdelen. Ook was hij korte tijd ploegleider, bij Domo-Farm Frites.
Nog later ging De Wolf aan de slag bij een begrafenisondernemer.

## Belangrijkste overwinningen
1974
- Ronde van Vlaanderen, Junioren

1977
- NK op de weg U23

1978
- Parijs-Roubaix U23

1979
- Puntenklassement Ronde van Spanje

1980
- Ronde van Lombardije
- Trofeo Baracchi (met Jean-Luc Vandenbroucke)
- Zesdaagse van Antwerpen (met René Pijnen)
- Druivenkoers Overijse

1981
- Milaan-San Remo
- 4e etappe Ronde van België

1982
- 1e etappe Driedaagse van De Panne
- 5e etappe Vierdaagse van Duinkerke
- Omloop Het Volk

1983
- Omloop Het Volk
- Ronde van Toscane
- Coppa Agostoni
- Ronde van Romagna

1984
- 3e etappe Ruta del Sol
- 1e etappe Ronde van Romandië
- 14e etappe Ronde van Frankrijk

1985
- 9e etappe Ronde van Spanje

## Resultaten in voornaamste wedstrijden
| Jaar | Ronde van Italië | Ronde van Frankrijk | Ronde van Spanje |
| ---- | ---------------- | ------------------- | ---------------- |
| 1979 |                  |                     | 9e (5)           |
| 1980 |                  |                     |                  |
| 1981 |                  | 11e                 |                  |
| 1982 |                  | 31e                 |                  |
| 1983 | 49e              |                     |                  |
| 1984 |                  | 74e (1)             |                  |
| 1985 |                  | buiten tijd         | 81e (1)          |
| 1986 | 38e              |                     |                  |
| 1987 |                  |                     |                  |
| 1988 |                  | 80e                 |                  |
| 1989 | 70e              |                     |                  |
| 1990 |                  |                     |                  |

| Jaar | Milaan-San Remo | Gent-Wevelgem | Ronde van Vlaanderen | Parijs-Roubaix | Amstel Gold Race | Luik-Bast.‑Luik | Ronde van Lombardije | Brabantse Pijl | Parijs-Tours | Waalse Pijl |  | WK op de weg |  | Wereldranglijsten |
| ---- | --------------- | ------------- | -------------------- | -------------- | ---------------- | --------------- | -------------------- | -------------- | ------------ | ----------- |  | ------------ |  | ----------------- |
| 1979 |                 | 101e          | 30e                  | 9e             |                  | 8e              |                      | 7e             | 50e          | 5e          |  |              |  | 37e (SPP)         |
| 1980 | 10e             | Zilver        | 10e                  | 6e             | ↑                | 4e              | ↑                    |                | 4e           |             |  |              |  | (SPP)             |
| 1981 | ↑               | Brons         | 7e                   | 10e            | ↑                |                 |                      | 6e             | 29e          |             |  | 7e           |  | 4e (SPP)          |
| 1982 | 15e             | Brons         | 18e                  | 13e            |                  | ↑               | 13e                  |                | ↑            | 10e         |  | 43e          |  | 10e (SPP)         |
| 1983 |                 | 51e           | 19e                  |                |                  | 8e              |                      | Brons          |              | 9e          |  | 11e          |  |                   |
| 1984 |                 | 109e          |                      | 19e            |                  |                 |                      |                |              | 23e         |  |              |  |                   |
| 1985 | 12e             |               |                      |                |                  | 37e             |                      |                |              |             |  |              |  |                   |
| 1986 | 42e             | 50e           | 6e                   |                |                  |                 |                      | 10e            | 103e         | 26e         |  |              |  |                   |
| 1987 | 82e             |               | 46e                  |                | 60e              | 42e             |                      | 17e            |              | 29e         |  |              |  |                   |
| 1988 | 77e             | 7e            | 36e                  | 27e            | 28e              | 15e             |                      |                |              | 12e         |  |              |  |                   |
| 1989 |                 |               |                      |                |                  |                 |                      |                |              |             |  |              |  |                   |
| 1990 |                 | 77e           |                      |                |                  |                 |                      | 14e            |              |             |  |              |  |                   |

## Ploegen
- 1978 - IJsboerke (stagiair)
- 1979 - Lano-Boule d'Or
- 1980 - Boule d'Or
- 1981 - Vermeer Thijs
- 1982 - Vermeer Thijs
- 1983 - Bianchi-Piaggio
- 1984 - Europ Decor-Boule d'Or
- 1985 - Fagor
- 1986 - Skala-Skil
- 1987 - AD Renting-I.O.C.
- 1988 - AD Renting-I.O.C.
- 1989 - AD Renting-Coors Light
- 1990 - I.O.C.-Tulip